# Charles Domery
Charles Domery (khoảng 1778 - sau 1800), còn được gọi là Charles Domerz, là một người lính Ba Lan, nổi bật bởi ông này phàm ăn một cách bất thường. Phục vụ trong quân đội Phổ chống lại Pháp trong cuộc Chiến tranh Liên minh thứ nhất, ông thấy rằng khẩu phần của quân Phổ không đủ nên đã đào ngũ và chuyển sang Quân đội Cách mạng Pháp để đổi lấy đồ ăn. Mặc dù thường khỏe mạnh, ông luôn cảm thấy đói bụng trong thời gian trong quân đội Pháp, và đã ăn bất kỳ thực phẩm nào sẵn có. Trong khi đóng quân ở gần Paris, ông được ghi nhận là đã ăn 174 con mèo trong một năm, và mặc dù anh không thích rau, ông có thể ăn 1,8-2,3 kg cỏ mỗi ngày nếu ông không thể tìm thấy thực phẩm khác. Trong thời gian phục vụ trên các tàu frigate của Pháp Hoche, ông đã cố gắng để ăn chân bị cắt đứt của một thủy thủ bị trúng đạn pháo, trước khi các thành viên khác của tàu con vật lộn lấy cái chân đứt từ ông ta.
Vào tháng 2 năm 1799, Hoche đã bị quân đội Anh bắt giữ, các thủy thủ trên tàu, trong đó có Domery, bị giam giữ tại Liverpool. Domery đã làm cho những kẻ bắt giữ mình bị sốc vì sự phàm ăn của mình, và dù đã được cấp khẩu phần ăn gấp mười lần khẩu phần của các tù nhân khác, ông vẫn thèm ăn, ông đã ăn con mèo nhà tù, ăn ít nhất 20 con chuột cống đi vào xà lim của mình, và thường xuyên ăn những ngọn nến trong nhà tù. Trường hợp Domery gây sự sự chú ý của các ủy viên chăm sóc thủy thủ bị thương và bị bệnh và chăm sóc và chữa trị tù binh, họ đã thực hiện một thí nghiệm để kiểm tra khả năng ăn của Domery Dr J. Johnston. Trong suốt một ngày, Domery đã ăn tổng cộng 7,3 kg bầu vú bò tươi, thịt bò tươi và nến mỡ và bốn chai bia Porter, tất cả những món này ông đã ăn và uống mà không đi ngoài, tiểu tiện, hoặc nôn mửa ở bất kỳ điểm nào.

## Bề ngoài và hành vi
Charles Domery (tên lúc sinh là Karol Domerz) sinh ở Benche, Ba Lan khoảng năm 1778. Từ tuổi 13, Domery đã có sự thèm ăn bất thường. Ông có 9 anh em trai, Domery cho rằng tất cả họ đề có chứng thèm ăn bất thường như mình. Domery nhớ lại bố mình là người ăn nhiều và thường ăn thịt luộc sơ, nhưng cho rằng mình lúc đó còn quá nhỏ để nhớ số lượng thức ăn mà bố mình thường ăn. Bênh duy nhất Domery còn nhớ được trong gia đình mình là một đợt bùng phát của bệnh đậu mùa trong tuổi trẻ của mình, nhưng cả gia đình đề vượt qua.
Dù có thói phàm ăn và hành vi bất thường khi thấy đồ ăn, các bác sĩ lại mô tả ông là người có hình dạng cơ thể bình thường, và khá cao trong giai đoạn đó 6 foot 3 inch (1,91 m). Ông có tóc dài và màu nâu và mắt xám, da mịn, và được mổ là là một "vẻ mặt dễ chịu". Các bác sĩ quan sát Domery thấy không có dấu hiệu của bệnh tâm thần và mặc dù không biết chữ, ông được các thủy thủ đi chung tàu và các bác sĩ nhà tù nơi giam giữ xem là có trí thông minh bình thường bởi. Mặc dù ăn một lượng lớn thức ăn, các bác sĩ nghiên cứu ông nhận thấy rằng rằng ông không bao giờ nôn mửa, chỉ nôn khi ăn số lượng lớn thịt luộc hoặc quay. Ông không có biểu hiện bên ngoài dấu hiệu bệnh tật, và các bác sĩ quan sát anh ta lưu ý rằng đôi mắt sinh động và lưỡi sạch sẽ. Mạch của ông bình thường khoảng 84 BPM, và thân nhiệt bình thường. Cơ của ông có hình dạng bình thường, nhưng bác sĩ nhận thấy yếu hơn thông thường, dù thời đó quân đội phải di chuyển 14 lý (khoảng 25 mi/42 km) một ngày mà không bị ảnh hưởng bệnh.
Người ta quan sát thấy rằng ngay sau khi đi ngủ, thường vào khoảng 08:00, Domery sẽ bắt đầu đổ mồ hôi đầm đìa. Sau 1-2 giờ nằm thức đổ mồ hôi, ông sẽ rơi vào giấc ngủ trước khi thức dậy vào khoảng 01:00 rất đói, dù cho trước khi đi ngủ ông đã ăn gì. Vào thời điểm này, ông sẽ ăn bất kỳ thực phẩm có sẵn, hoặc nếu không có thức ăn đã có sẵn ông sẽ có hút thuốc lá. Vào khoảng 2:00, ông sẽ quay trở lại giấc ngủ, và thức trở lại vào 5:00-06:00, đổ mồ hôi nhiều; ngay sau khi bước ra khỏi giường, mồ hôi sẽ ngừng, mồ hôi bắt đầu đổ một lần nữa bất cứ khi nào ông ăn.

## Phục vụ trong quân ngũ
Ở tuổi 13, Domery đã gia nhập quân ngũ Phổ, và tham gia đội quân bao vây Thionville trong chiến tranh của Liên minh đầu tiên. Quân đội Phổ đã bị thiếu lương thực mà Domery nhận thấy không thể chịu được; ông bước vào thị trấn và đầu hàng quân chỉ huy người Pháp thưởng cho ông với một quả dưa lớn, mà Domery ngay lập tức ăn, bao gồm cả vỏ. Lúc đó ông đã được tướng Pháp cho một loạt các loại thực phẩm khác nhau, ông đã ăn hết ngay.
Domery sau đó gia nhập với Quân đội Cách mạng Pháp, và gây sốc với các đồng đội mới của mình với những thói quen ăn uống không bình thường của ông.  Được cấp khẩu phần tăng gấp đôi, và sử dụng số tiền kiếm được để mua thêm đồ ăn bất cứ khi nào có thể, , ông vẫn đói ngấu nghiến; trong khi dựa vào đang đóng quân ở một doanh trại quân đội ở gần Paris, Domery ăn 174 con mèo trong một năm, chỉ chừa lại da và xương, và ăn 4 đến 5 pound (1,8 đến 2,3 kg) của cỏ mỗi ngày nếu các thực phẩm khác là không có.

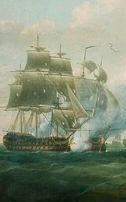
Tranh vẽ cho thấy một tàu buồm lớn tham gia vào trận chiến với một con tàu tương tự
Hoche, trên đó Domery bị bắt

Ông thích thịt sống hơn là đã nấu chín; trong khi món ăn yêu thích của ông là gan sống bò thiến, ông ăn bất cứ loại thịt nào có sẵn.  Trong khi phục vụ trên tàu frigate Pháp Hoche,  chân của một thủy thủ đã bị đứt lìa do pháo, và Domery nắm lấy chân tay bị cắt đứt và bắt đầu ăn nó cho đến khi một thành viên phi hành đoàn vật lộn với ông và ném nó xuống biển.

## Bị bắt
Trong tháng 10 năm 1798 một phi đội Hải quân Hoàng gia dưới sự chỉ huy của Sir John Borlase Warren chiếm được Hoche ngoài khơi bờ biển Ireland,  và những người trên tàu, trong đó có Domery, bị giam giữ trong một trại tù gần Liverpool. . Các lính canh Anh đã bị sốc bởi chứng thèm ăn của Domery, và đồng ý cho ông này khẩu phần tăng gấp đôi.  Nhưng khẩu phần gấp đôi vẫn không đủ, và khẩu phần ăn cho ông đã tăng lên cho đến khi cuối cùng ông đã được cấp khẩu phần của mười người đàn ông mỗi ngày.  khẩu phần cho các tù nhân chiến tranh trong thời kỳ này đã được trả bởi các quốc gia mà quân đội các tù nhân đã phục vụ. Các khẩu phần hàng ngày chuẩn cho một tù nhân Pháp trong chiến tranh là 26 ounces (740 g) bánh mì, một nửa pound (230 g) các loại rau và 2 ounces (57 g) bơ hoặc 6 ounces (170 g) của pho mát.
Domery vẫn đói, và được ghi nhận là đã ăn con mèo giam và ít nhất 20 con chuột mà đã đi lạc vào xà lim của mình. Domery cũng ăn các loại thuốc của các tù nhân từ chối uống trong bệnh xá của trại, mà không bị tác dụng bất lợi rõ ràng do việc uống các loại thuốc này. Người ta cũng ghi nhận rằng ông thường xuyên ăn nến của nhà tù, và nếu khẩu phần bia của ông hết, ông sẽ nước uống để dễ ăn thức ăn. (Trong giai đoạn này, với tiêu chuẩn vệ sinh kém và cơ sở hạ tầng bị hư hỏng thông qua chiến tranh, nguy cơ mắc bệnh liên quan đến nước có nghĩa là uống nước được khuyến khích mạnh mẽ trong các lực lượng vũ trang châu Âu. Khẩu phần ăn các loại đồ uống có cồn nhẹ như bia ít cồn và rum pha loãng đã được cấp cho quân đội, cùng với đồ uống như trà và cà phê có liên quan đến nước sôi trước khi uống rượu.)